# Catacolea
Catacolea là một chi thực vật có hoa trong họ Restionaceae.